# Josef Schümmelfelder
Josef Schümmelfelder (Bonn, 31 ottobre 1891 – 12 febbraio 1966) è stato un calciatore tedesco, di ruolo centrocampista.